# Orient (Manga)
Orient (jap. オリエント) ist eine Mangaserie von Shinobu Ohtaka, die von 2018 bis 2024 in Japan erschien. Sie ist in die Genres Shōnen, Fantasy und Abenteuer einzuordnen. 2022 erschien eine Adaption als Anime.

## Inhalt
Das Land Hi no Moto wurde vor vielen Jahren von den Oni erobert, die seitdem über die Menschen herrschen. Die Krieger der Menschen wurden von ihnen besiegt und vertrieben. Sie leben nun als Außenseiter in der Wildnis, während sich viele andere Menschen an die Herrschaft der Oni gewöhnen. Mit der Zeit werden die Oni sogar als Götter und als Befreier von den Kriegern verehrt. Doch die Kinder Musashi und Kojiro Kanemaki wissen aus alten Schriften, wie die Oni die Menschen unterjocht haben und sie versklavten. Im Spiel trainieren sie für den Kampf, um als Erwachsene die Oni zu vertreiben. Mit 15 Jahren ist Musashi dann Bergmannslehrling, um bei der Arbeit seinen Körper und heimlich auch die Kampfkunst zu trainieren. Kojiro dagegen ist träge geworden und hat den Kampf aufgegeben. Als Musashi dann zum vollwertigen Bergmann wird und man ihn in die Tiefe der Mine führt, sieht er wie die Bergmänner hier für die Oni als Sklaven arbeiten. Doch seine Waffe wurde ihm genommen und er ist hilflos. Erst als Kojiro ihm doch noch hinterher eilt und seine Waffe bringt, kann Musashi die Oni der Mine besiegen und beide beginnen ihren Kampf zur Befreiung der Menschheit.

## Veröffentlichung
Der Manga erschien von Mai 2018 bis Oktober 2024, zunächst im Magazin Shōnen Magazine und seit Februar 2021 im Bessatsu Shōnen Magazine. Dessen Verlag Kodansha brachte die Kapitel auch gesammelt in insgesamt 22 Bänden heraus. Eine deutsche Übersetzung erschien von Mai 2020 bis Juni 2025 vollständig bei Kazé Deutschland bzw. Crunchyroll. Der amerikanische Ableger von Kodansha bringt die Serie auf Englisch heraus, der Verlag Pika auf Französisch.

## Animeserie
Der Anime entstand beim Studio A.C.G.T. unter der Regie von Tetsuya Yanagisawa und nach einem Drehbuch von Mariko Kunisawa. Er umfasst 24 Folgen, die 2022 im japanischen Fernsehen gezeigt wurden.

### Synchronisation
| Rolle           | japanischer Sprecher (Seiyū) |
| --------------- | ---------------------------- |
| Musashi         | Yuma Uchida                  |
| Kojiro Kanemaki | Soma Saito                   |
| Tsugumi Hattori | Rie Takahashi                |
| Naotora Takeda  | Satoshi Hino                 |
| Shirō Inukai    | Hiro Shimono                 |
| Nanao Inusaka   | Azumi Waki                   |
| Hideo Kosameda  | Wataru Hatano                |